# Ушастые колибри
Ушастые колибри (лат. Heliothryx) — род птиц семейства колибри.

## Описание
Ярко окрашенная птица, обитающая в Центральной и северной части Южной Америки. Род отличается наличием синих пятен по бокам шеи в обрамлении зелёных перьев и белоснежной грудкой. У самок более крупный и длинный хвост, чем у самцов. Клюв исключительно острый, клиновидный. Крылья удлинённые. Лапы маленькие.

## Виды
Международный союз орнитологов относит к роду два вида:
- Черноухий ушастый колибри Heliothryx auritus (Gmelin, 1788)
- Пурпурноголовый ушастый колибри Heliothryx barroti (Bourcier, 1843)